# 黎巴嫩山穆塔萨勒夫领
黎巴嫩山穆塔萨勒夫领（英語：Mount Lebanon Mutasarrifate）是1861年-1918年期间奥斯曼帝国在坦志麦特行政划分改革后创建的穆塔萨勒夫领。
1861年后，新的直属中央的黎巴嫩山穆塔萨勒夫领成立，而穆塔萨勒夫领之中大部分人口是基督徒。它是在1860年黎巴嫩山和大马士革内战之中导致的大屠杀后在欧洲列强的外交压力下为作为马龙派人的家园而建立的。并为现代黎巴嫩国家的诞生打下基础。
黎巴嫩山穆塔萨勒夫领的自治在第一次世界大战时奥斯曼帝国的占领后而结束。

## 创建
1860年的黎巴嫩山和大马士革内战致法国进行干预，以保护在战争中被屠杀的基督教平民。此前奥斯曼帝国军队一直通过直接支持或解除基督教军队的武装来间接帮助伊斯兰军队。
之后由拿破仑三世领导下的法国以1523年条约中法国作为奥斯曼帝国之中的基督教徒的保护者地位进行干预。
大屠杀引发了国际社会强烈的抗议后，奥斯曼帝国于1860年8月3日同意其派遣多达12000名欧洲士兵来维持秩序。而叙利亚（包括黎巴嫩山）当时是奥斯曼帝国的一部分。
1860年9月5日奥斯曼帝国与奥地利、英国、法国、普鲁士和俄罗斯签订协定，令欧洲列强介入局势。
最终，这协定导致了半自治穆塔萨勒夫领的建立、并在1864年9月永久确立。

## 终结
1915年，三帕夏自任免黎巴嫩山省长，事实上结束了穆塔萨勒夫领的半自治，尽管直到1918年奥斯曼帝国的解体后才在法律上被废除。